# Tiago Valente
Tiago Carlos Morais Valente (Macedo de Cavaleiros, 24 de Abril de 1985) é um futebolista português, que joga habitualmente a defesa.
Pertence ao Futebol Clube Paços de Ferreira. No entanto, no início da segunda metade da época 2008/2009 foi anunciado o seu empréstimo ao Clube Desportivo das Aves. Na época seguinte foi contratado a título definitivo pela equipa das aves.